# 토보소 야나
토보소 야나(일본어: 枢 やな 토보소 야나[*], 1984년 1월 24일)는 일본의 여성 만화가이다.
사이타마현 와라비시 출신으로, 현재는 가나가와현 요코하마시에 거주하고 있다. 혈액형은 O형으로, 별자리는 물병자리이다.

## 내력
동인 활동을 거쳐, 2004년에 『월간 G판타지』(스퀘어 에닉스)에 게재된 작품 『9th』로 데뷔한다. 2005년에 『Rust Blaster』로 첫 연재를 한다. 2006년부터 만화 『흑집사』를 연재한다. 이 작품은 TV 애니메이션 및 뮤지컬화 되어, 2014년에는 실사 영화가 개봉되었다.
야나오 로쿠(簗緒 ろく, Yanao Rock)라는 필명으로 본격적인 보이즈 러브 작품도 다루고 있었지만, 현재 이 명의로의 활동은 하지 않고 있다.
2020년, 애니플렉스와 월트디즈니 재팬의 모바일 게임 『디즈니 트위스티드 원더 랜드』에서, 원안 · 메인 시나리오 · 캐릭터 디자인을 담당한다.

## 작품 목록

### 토보소 야나(枢やな) 명의

#### 만화
- 9th (월간 G 판타지 2004년 12월호 게재, 완결)
- 플라토닉 체인 Selected Stories (앤솔로지) 만화 (2004년)
- Rust Blaster (월간 G 판타지 2005년 11월호 - 2006년 4월호 연재, 전1권)
- 흑집사(黒執事) (월간 G 판타지 2006년 10월 호 - 연재 중, 전 34권）
- ZOMBIE-LOAN 공식 앤솔로지 코믹 "ZOMBIE-LOAN" LOAN 중표지 일러스트 · 만화 (2007년)
- 혁명기 발브레이브 앤솔로지 코믹 표지 일러스트·만화(2013년)

#### 일러스트
- 강강전-IXA -(ガンガン戦-IXA- ) 표지 일러스트 (2009년 겨울, 2010년 여름)
- 애니메이션 아라카와 언더 더 브릿지 12 브릿지 엔드 카드 (2010년)
- 스타 드라이버 빛의 타쿠토 앤솔로지 표지 일러스트(2011년)
- 엘 샤다이 앤솔러지 표지 일러스트(2011년)
- 강철의 연금술사 CHRONICLE 일러스트(2011년)
- 홋타 키이치 OFFICIAL FANBOOK 너와 나(君と僕). -AFTER SCHOOL - 일러스트(2011년)
- Cafe SQ CD 자켓 일러스트(2011년[3])
- 요호×나 SS 앤솔로지 일러스트(2012년)
- 큐티클 탐정 이나바 앤솔로지 일러스트(2012년)
- 도검난무 앤솔로지 일러스트(2015년)[4]

#### 게임・애니메이션
- 도검난무(2017년, 휴가 마사무네의 캐릭터 디자인[5])
- 디즈니 트위스티드 원더랜드 (2020년 원안, 메인 시나리오, 캐릭터 디자인[6])
- 스케이트 리딩☆ 스타즈 (2021년, 캐릭터 디자인 원안[7])
- 기동전사 건담 수성의 마녀(2023년, 제23화 엔드 카드)

### 야나오 로쿠(簗緒 ろく)명의
- 꽃소년 - Flower Boy's 2 (2005년, 광채서방, 앤솔로지 참가)
- Glamorous Lip (2006년, 광채책방)